# Альоша Васич
Альоша Васич (серб. Аљоша Васић, нар. 21 квітня 2002, Кампозамп'єро, Італія) — сербський футболіст, півзахисник італійського клубу «Палермо».

## Ігрова кар'єра

### Клубна
У 2011 році Альоша Васич приєднався до клубної академії італійського клубу «Падова», де згодом почав грати в молодіжних командах. Перед сезоном 2020/21 Васич був внесений до заявки першої команди на участь у Серії С. 30 вересня 2020 року в кубковому матчі проти «Фрозіноне» Васич дебютував на професійному рівні в першій команді «Падови».
31 січня 2022 року Васич підписав з клубом новий контракт до 2026 року і відбув в оренду до клубу «Лекко», де грав до кінця сезону. В наступному сезоні Васич зарекомендував себе як гравець основи «Падови», забивши у матчах Серії С 8 голів.
У липні 2023 року Альоша Васич перейшов до клубу Серії В «Палермо», підписавши з клубом контракт на п'ять років.

### Збірна
У вересні 2023 року Альоша Васич дебютував у складі молодіжної збірної Сербії.

## Особисте життя
Альоша Васич народився в італійському місті Кампозамп'єро в родині боснійських сербів з Баня-Лука.
Крім сербського, має також італійське і боснійське громадянства.